# مساحة بناء شاغرة

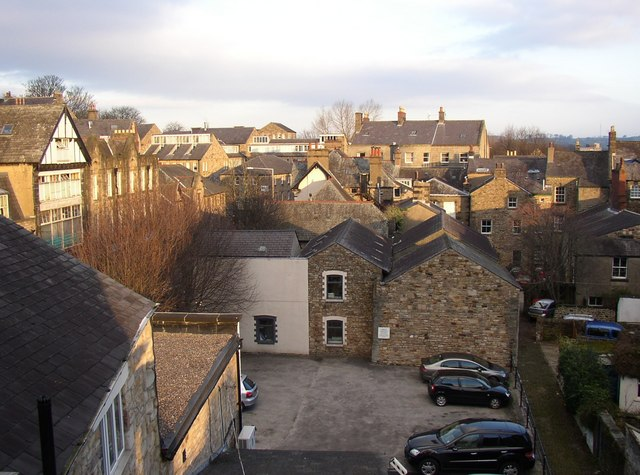
مساحة بناء شاغرة في لانكستر، إنجلترا.

في التخطيط العمراني، مساحة البناء الشاغرة هي قطعة أرض شاغرة وغير مُستعملة وغير مستغلة في المناطق التي سبق تخصيصها للمباني كمواقف السيارات، أو لاستخدامات أخرى. حيث يُعاد تكريسها.